# Мар'янівська сільська рада (Новомосковський район)
| Мар'янівська сільська рада — колишній орган місцевого самоврядування у Новомосковському районі Дніпропетровської області з адміністративним центром у с. Мар'янівка. Сільській раді підпорядковані населені пункти: - с. Мар'янівка - с-ще Мирне - с. Новоскотувате - с. Скотувате |

## Склад ради
Рада складалася з 18 депутатів та голови.

## Керівний склад сільської ради
| ПІБ                       | Основні відомості                                                                  | Дата обрання | Дата звільнення |
| ------------------------- | ---------------------------------------------------------------------------------- | ------------ | --------------- |
| Сахненко Надія Олексіївна | Сільський голова, 1954 року народження, освіта, член Соціалістичної партії України | 26.03.2006   | 31.10.2010      |
| Сахненко Надія Олексіївна | Сільський голова, 1954 року народження, освіта вища, член Партії регіонів          | 31.10.2010   |                 |

Примітка: таблиця складена за даними джерела